# Mimoperadectes
Mimoperadectes — вимерлий рід дидельфіморфних сумчастих з еоцену Північної Америки.

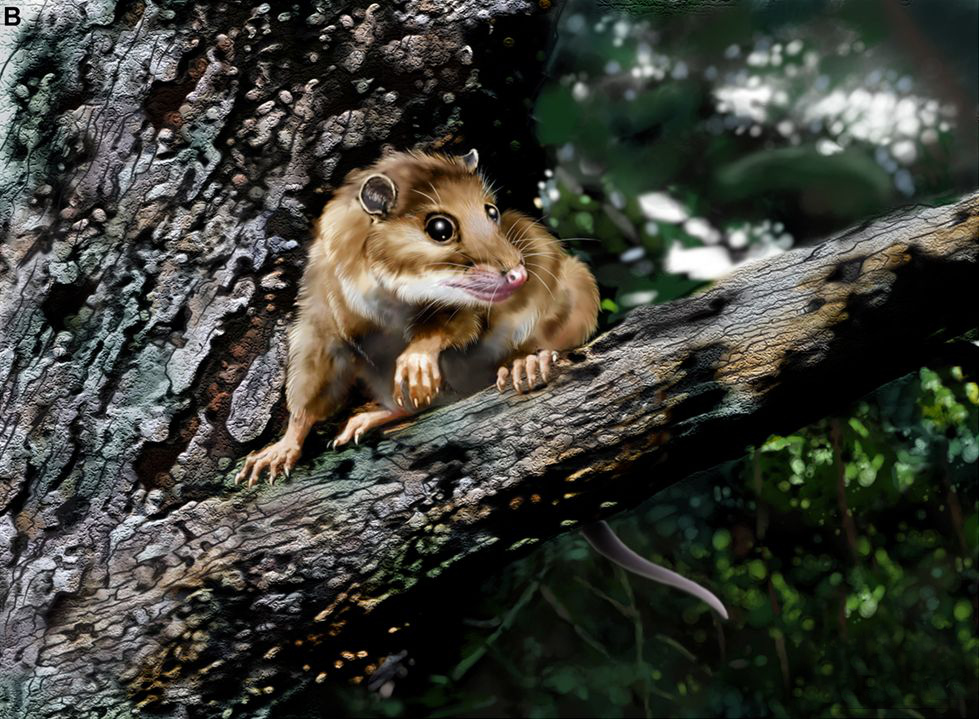
Художня реконструкція